# Pray (Piemont)
Pray és un municipi situat al territori de la província de Biella, a la regió de Piemont, (Itàlia).
Pray limita amb els municipis de Caprile, Coggiola, Crevacuore, Curino, Portula i Trivero.